# Émile Vaillant
Émile Vaillant, né à Paris le 25 février 1849 et mort le 17 juin 1931 à Chartres, est un architecte français.

## Biographie
Émile Vaillant est né le 25 février 1849 à Paris. Il entre à l’école des Beaux-Arts de Paris en 1867. 
Le 27 novembre 1875, il se marie avec Claire Rosalie Henriette Boivin, avec laquelle il a trois enfants dont Pierre Henri Vaillant (1878-1939), peintre et graveur, et Paul René Vaillant (1880-1954), docteur en médecine.
Il occupe le poste d'architecte départemental d’Eure-et-Loir de 1878 à 1903.
Le 13 mars 1904, il est élu premier président de la société des architectes d'Eure-et-Loir.

## Principales réalisations en Eure-et-Loir
- École de garçons, 14, rue de Châteauneuf, Courville-sur-Eure, 1881-1886[4] ;
- Mairie-école de Manou (1879-1883)[5] ;
- Mairie-école de Saint-Lucien (1879-1883)[6] ;
- École de garçons de La Loupe (1879-1884)[7] ;
- Mairie-école de Fontaine-Simon (1879-1885)[8] ;
- Mairie-école d'Abondant (1880) ;
- Restauration de l'asile de Bonneval (1880) ;
- Mairie-école de garçons de Broué (1881-1884)[9] ;
- École de filles et "salle d'asile" de Senonches (1882-1884)[10],  Inscrit MH (1985)[11]  ;
- École de filles de Bû (1883-1884)[12] ;
- Hôtel de ville de Brou (1884-1887) ;
- Théâtre à l'italienne de Châteaudun (1886-1888)[13] ;
- École normale d'institutrices de Chartres, 3 rue du Quatorze-Juillet, Chartres (1888)[réf. souhaitée] ;
- Église Saint-Étienne, place du Marché, Auneau, 1890-1899[14] ;
- Hôtel de ville de Nogent-le-Roi (1892-1894)[15] ;
- Groupe scolaire de Bailleau-le-Pin (1897-1902)[16] ;
- Mairie-école de Mainvilliers (1899-1905)[17] ;
- Marché couvert de Maintenon (1900) ;
- Église Saint-Gervais-et-Saint-Protais de Mignières (1900-1903)[18] ;
- Musée Eugène Farcot de Sainville (1901)[19] ;
- Bureau de poste et campanile, 7 rue Charles Péguy, Fontaine-la-Guyon (1902-1904)[20].

Réalisations d'Émile Vaillant en Eure-et-Loir
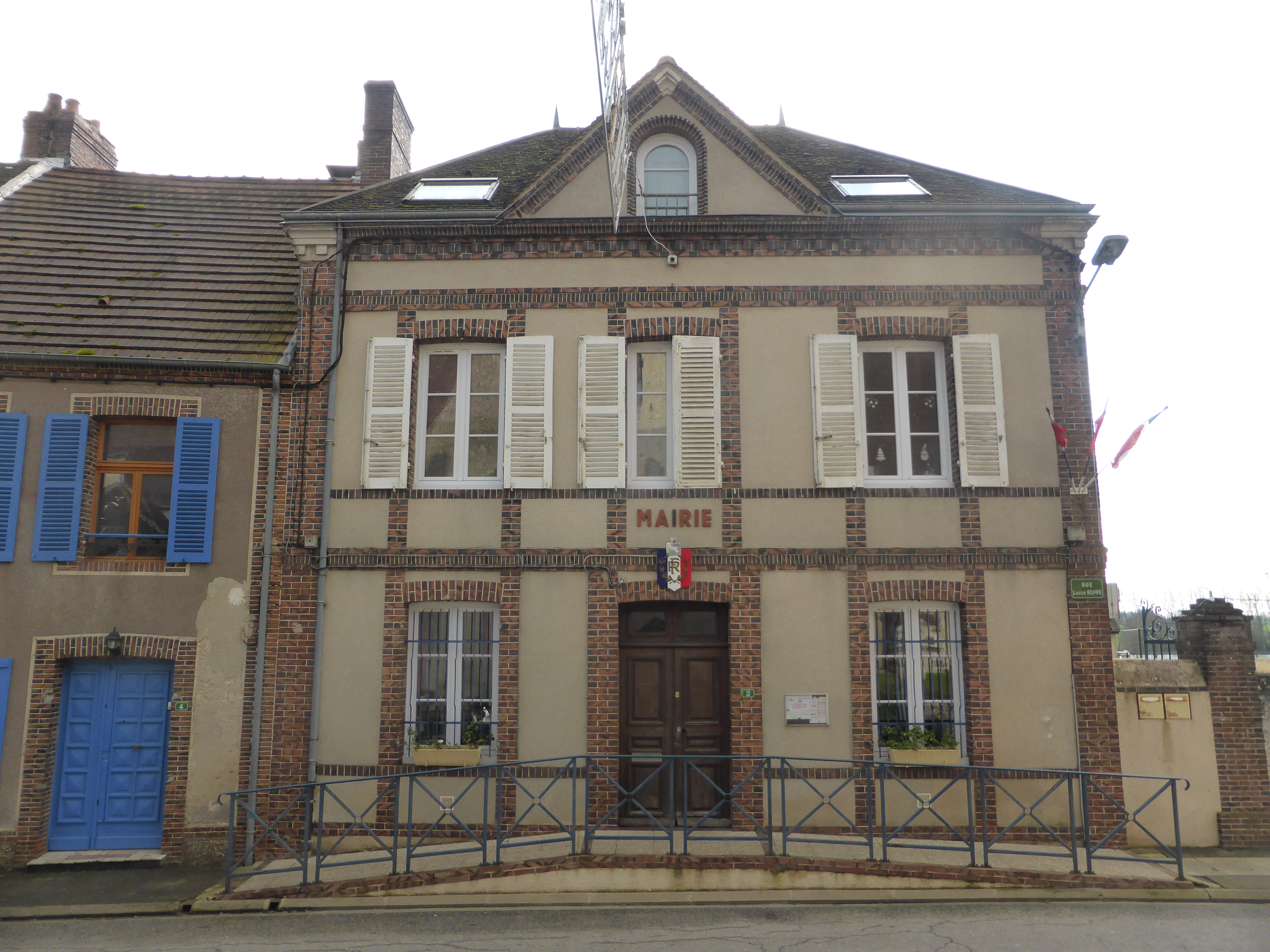
Mairie-école de Manou, 1879-1883.
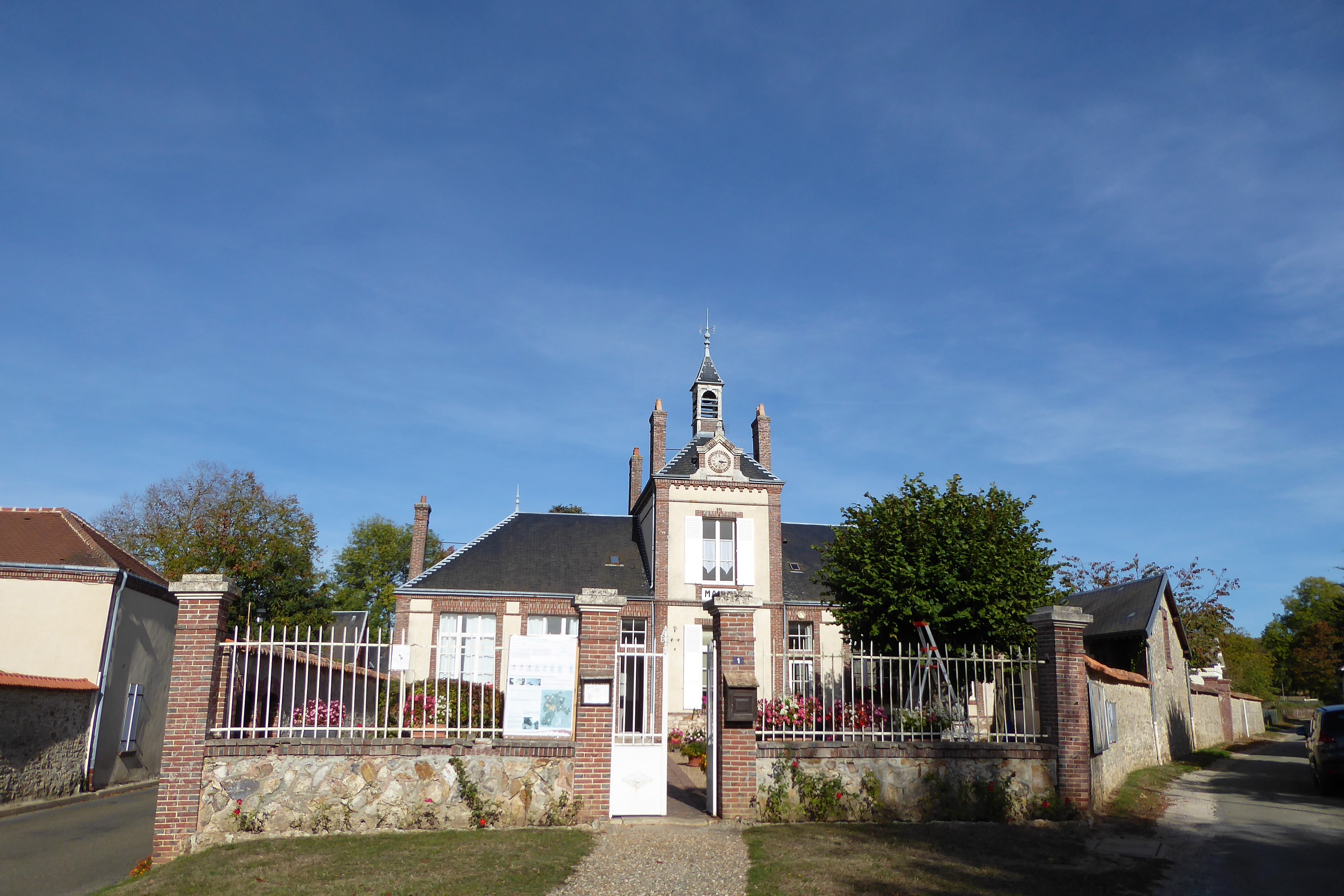
Mairie-école de Saint-Lucien, 1879-1883.
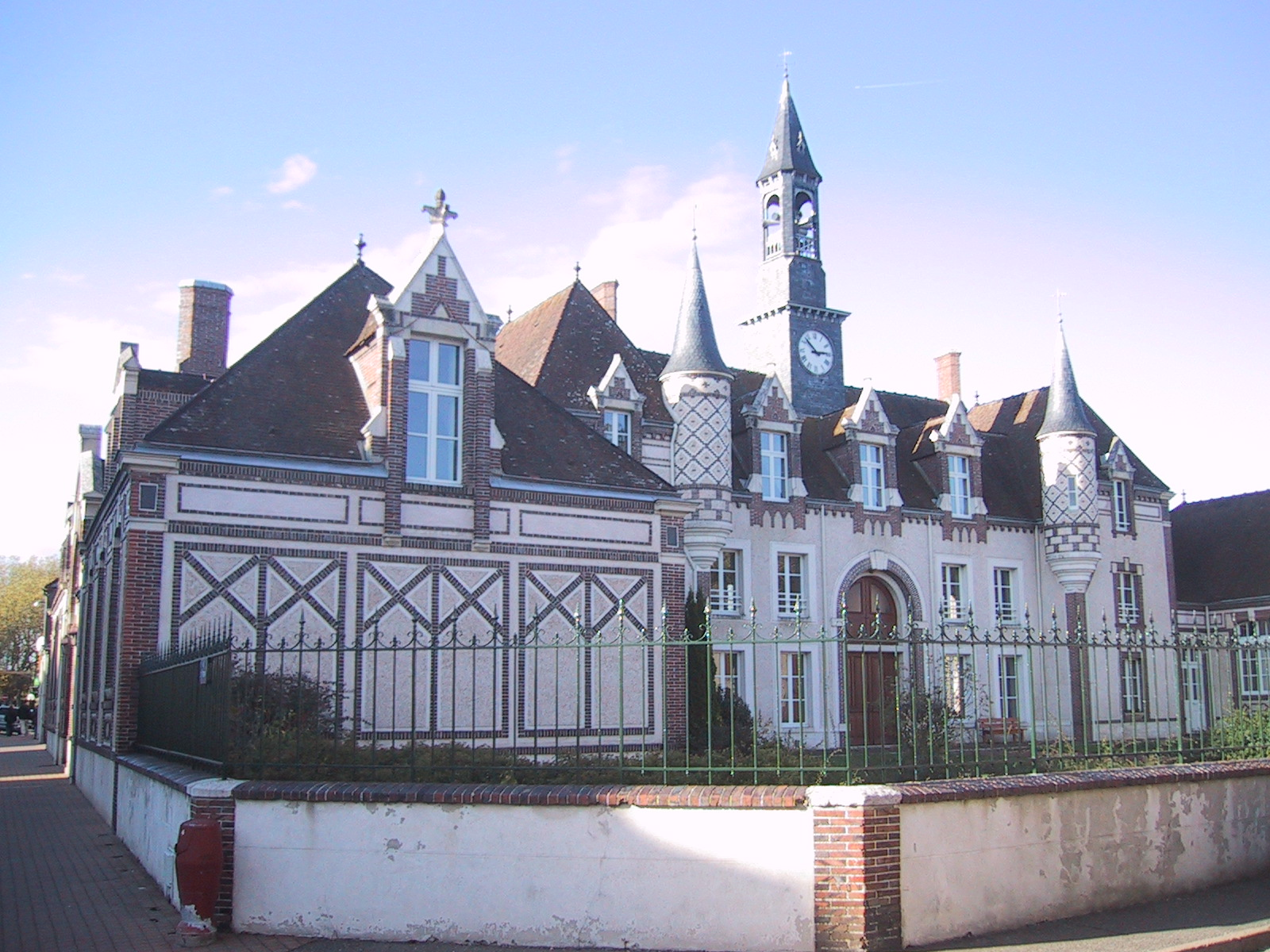
Ancienne école de filles et asile de Senonches, 1882-1884.
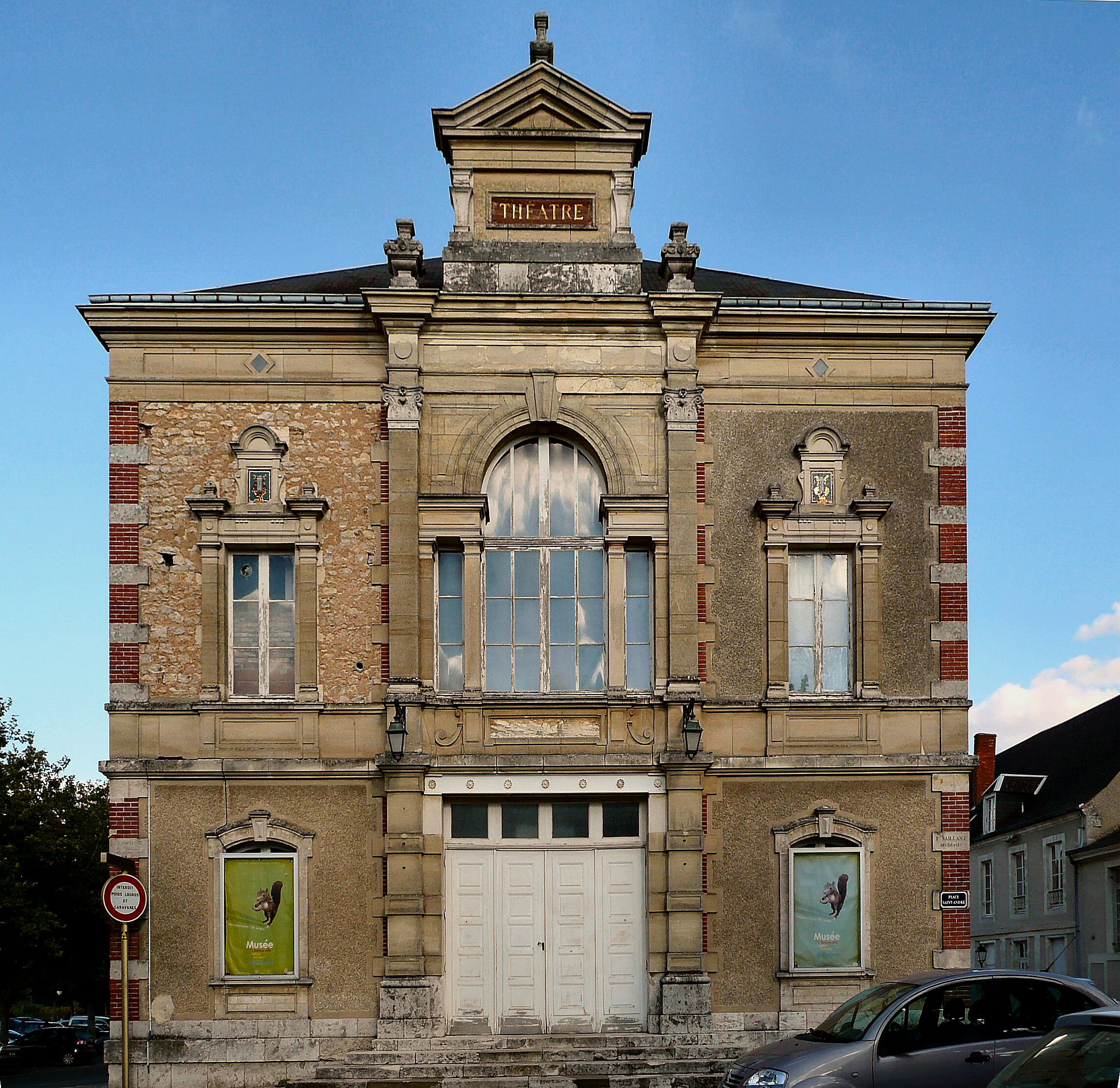
Théâtre de Châteaudun, 1886-1888.
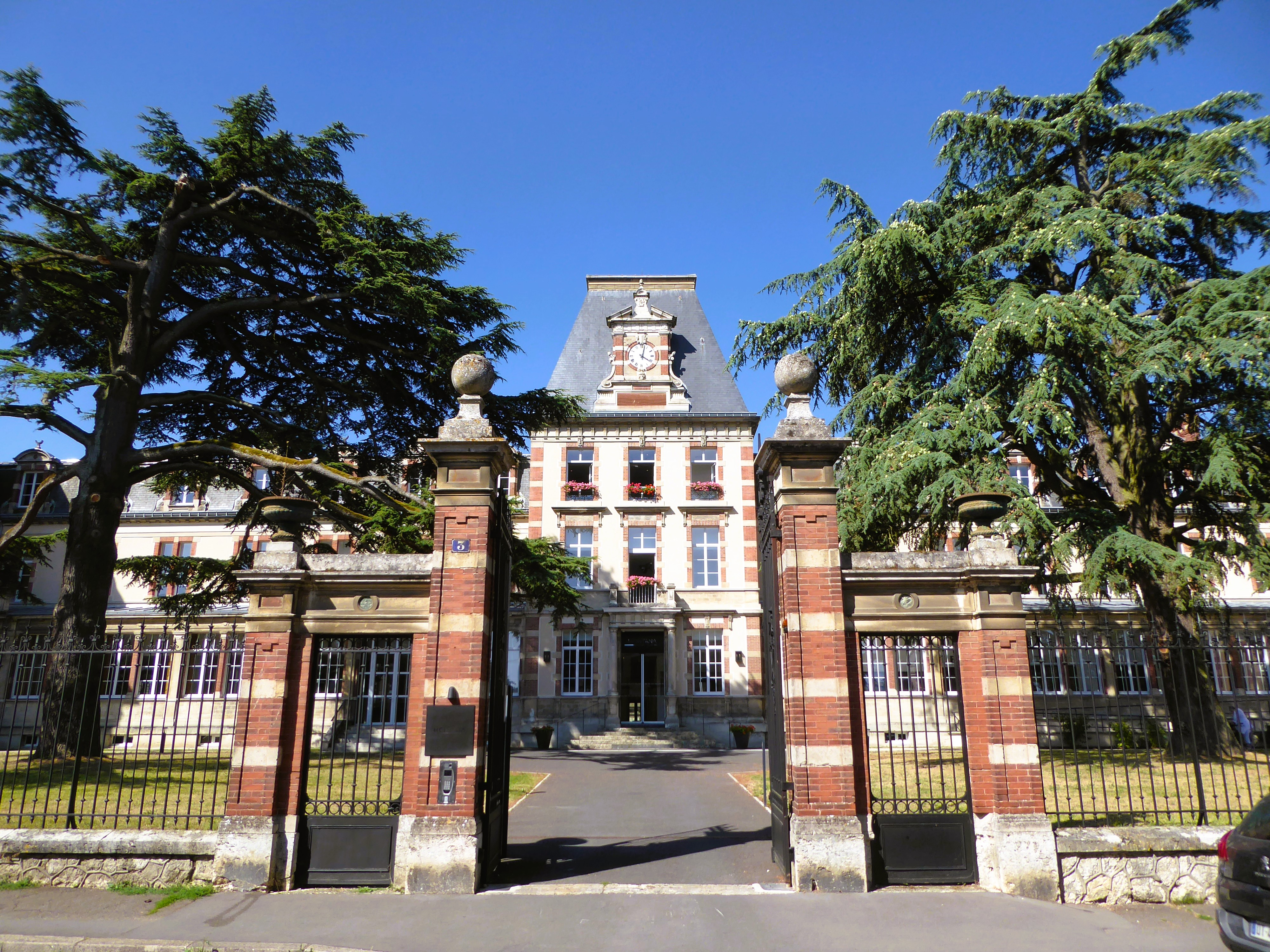
Ancienne école normale d'institutrices de Chartres, 1888.

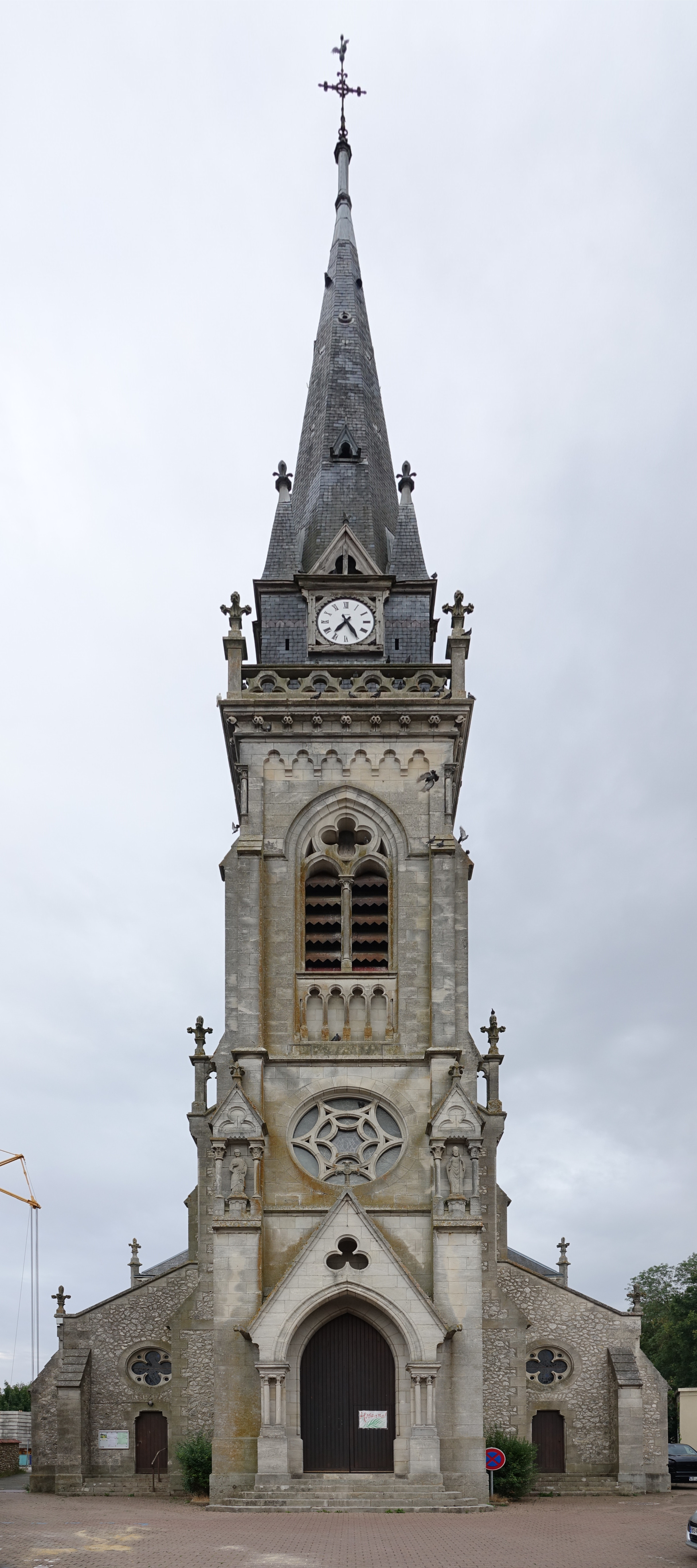
Église Saint-Étienne d'Auneau, 1890-1899.
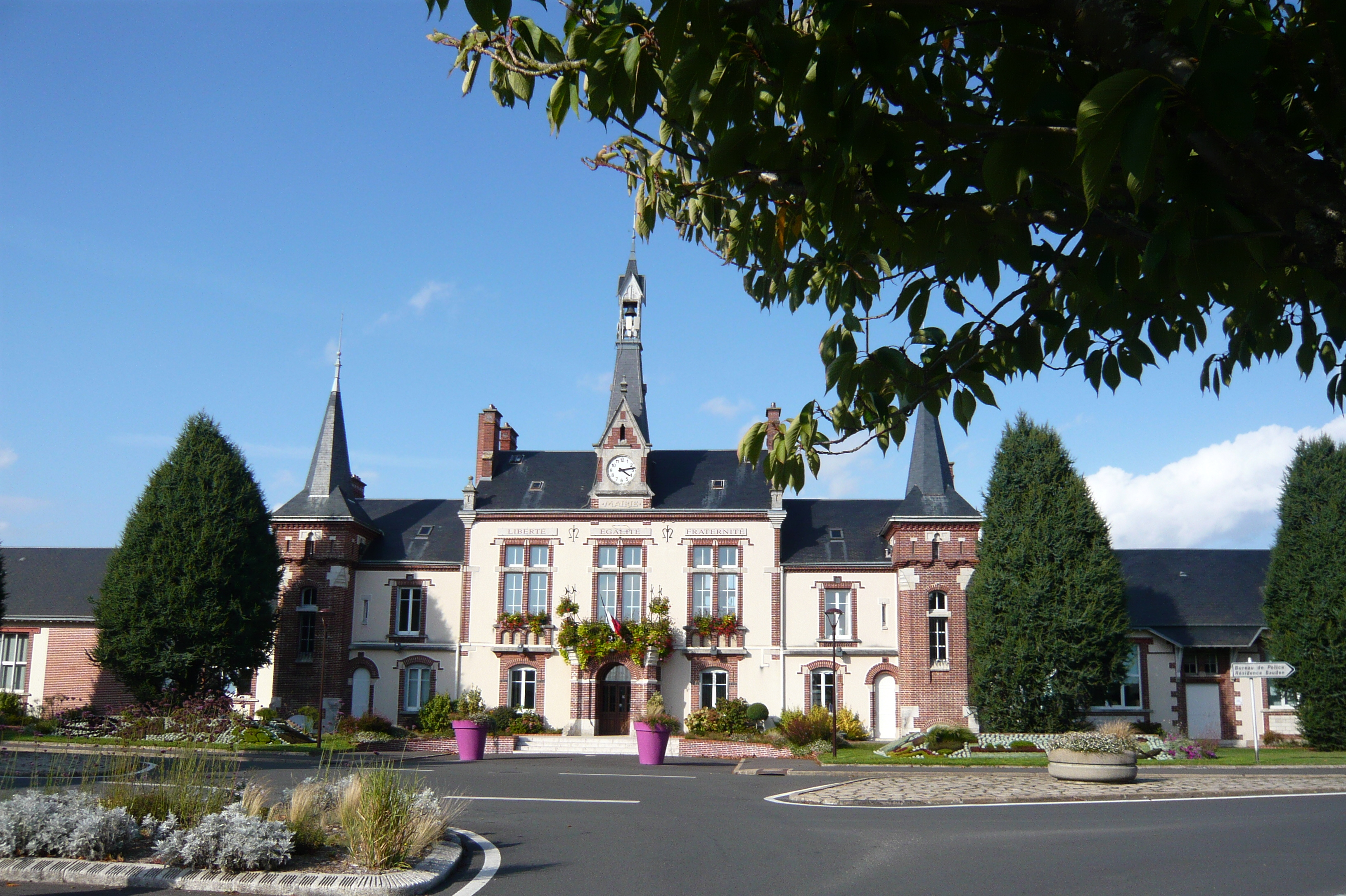
Mairie-école de Mainvilliers, « La Folie », 1899-1905.
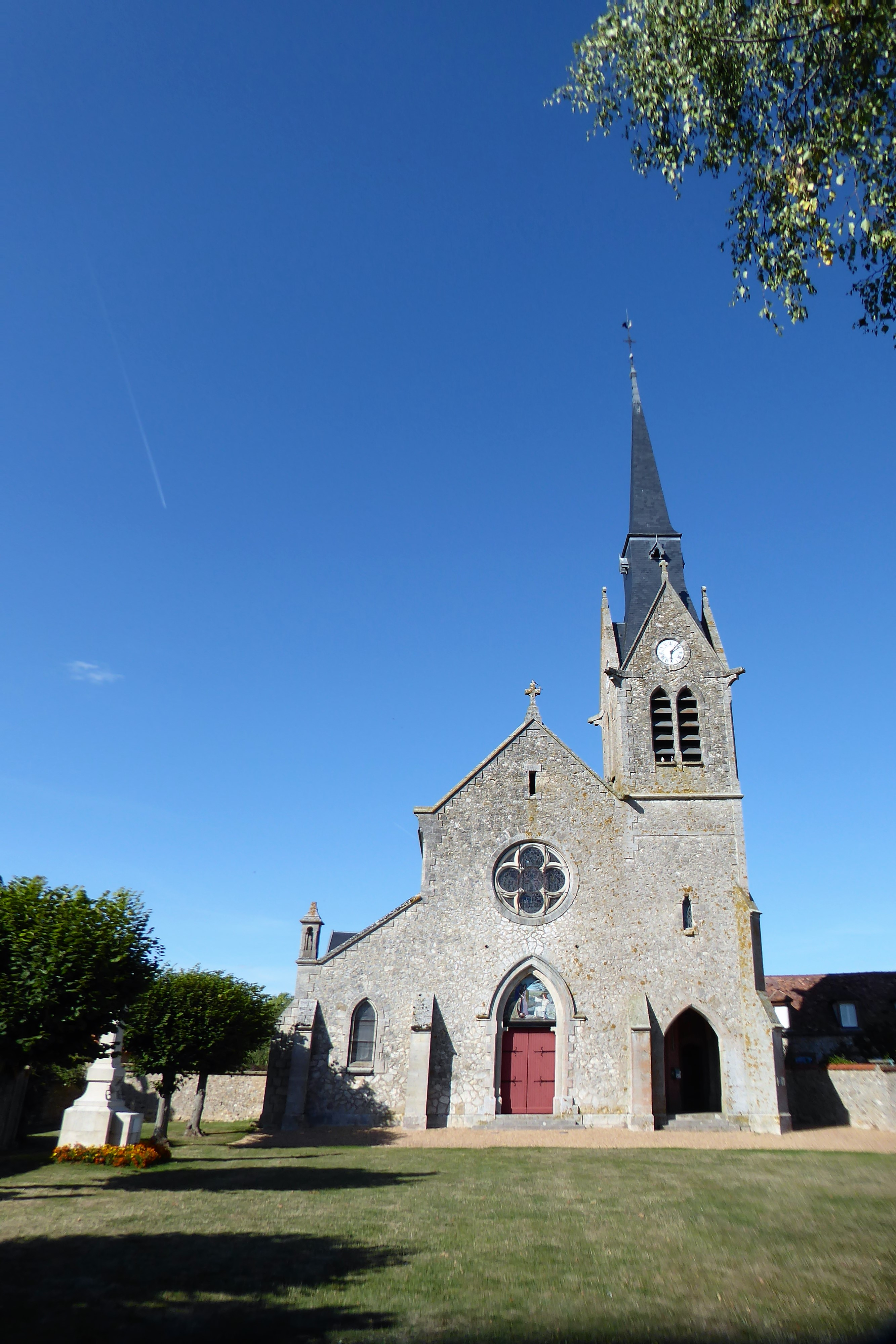
Église de Mignières, 1900-1903.
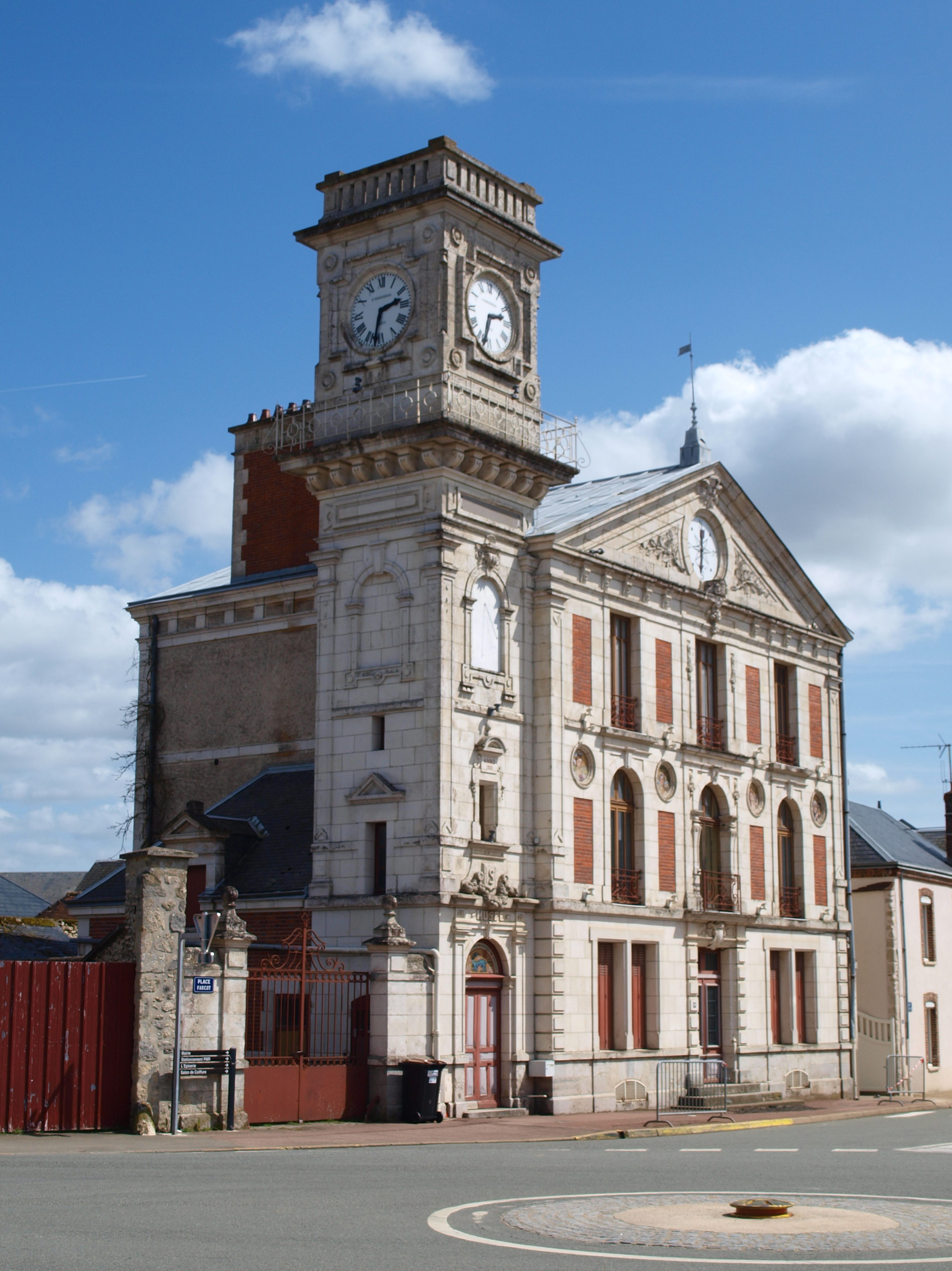
Musée Eugène Farcot de Sainville, 1901.
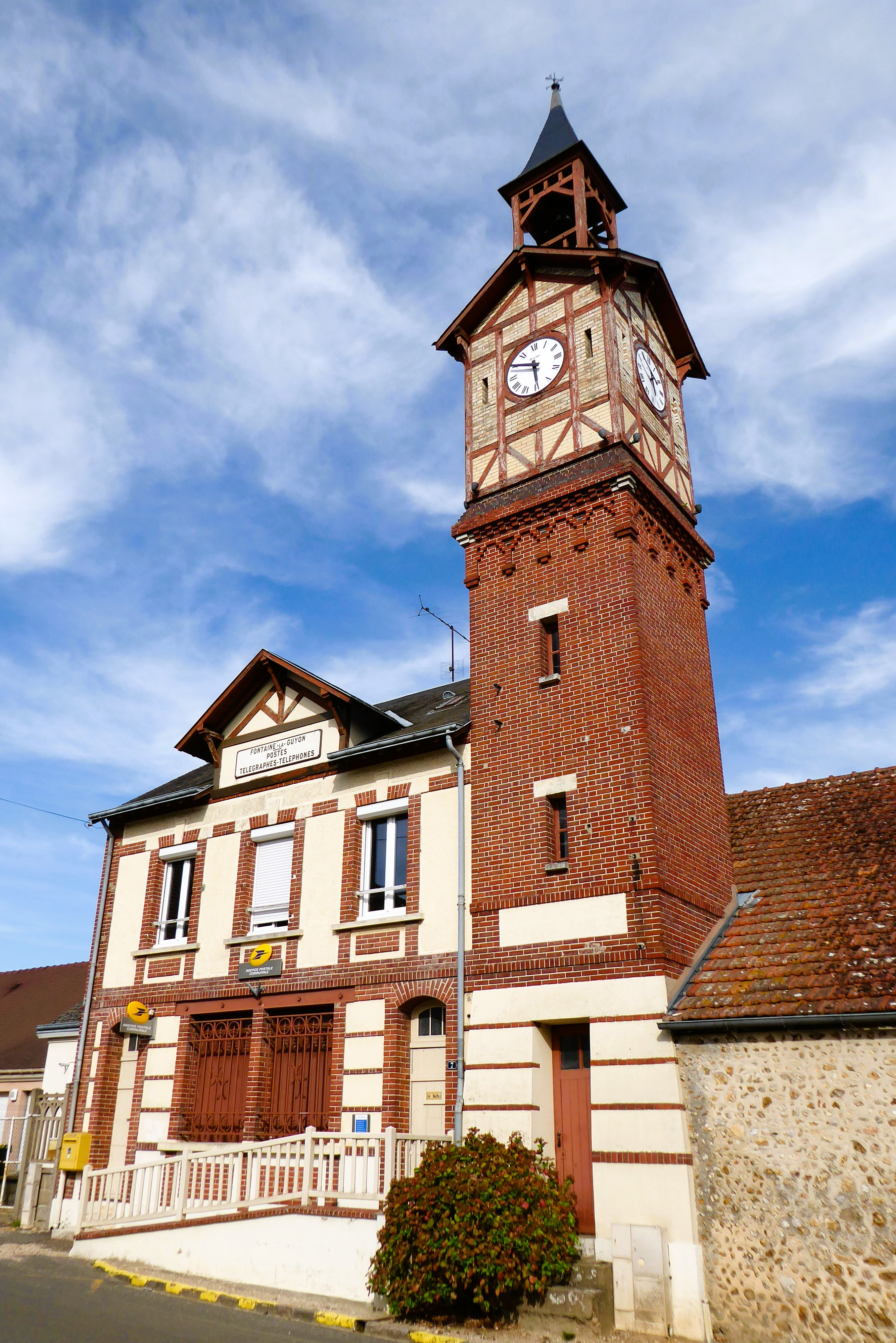
Agence postale de Fontaine-la-Guyon, 1902-1904.